# Chasse à la palombe
 (octobre 2011).
Si vous disposez d'ouvrages ou d'articles de référence ou si vous connaissez des sites web de qualité traitant du thème abordé ici, merci de compléter l'article en donnant les références utiles à sa vérifiabilité et en les liant à la section « Notes et références ».

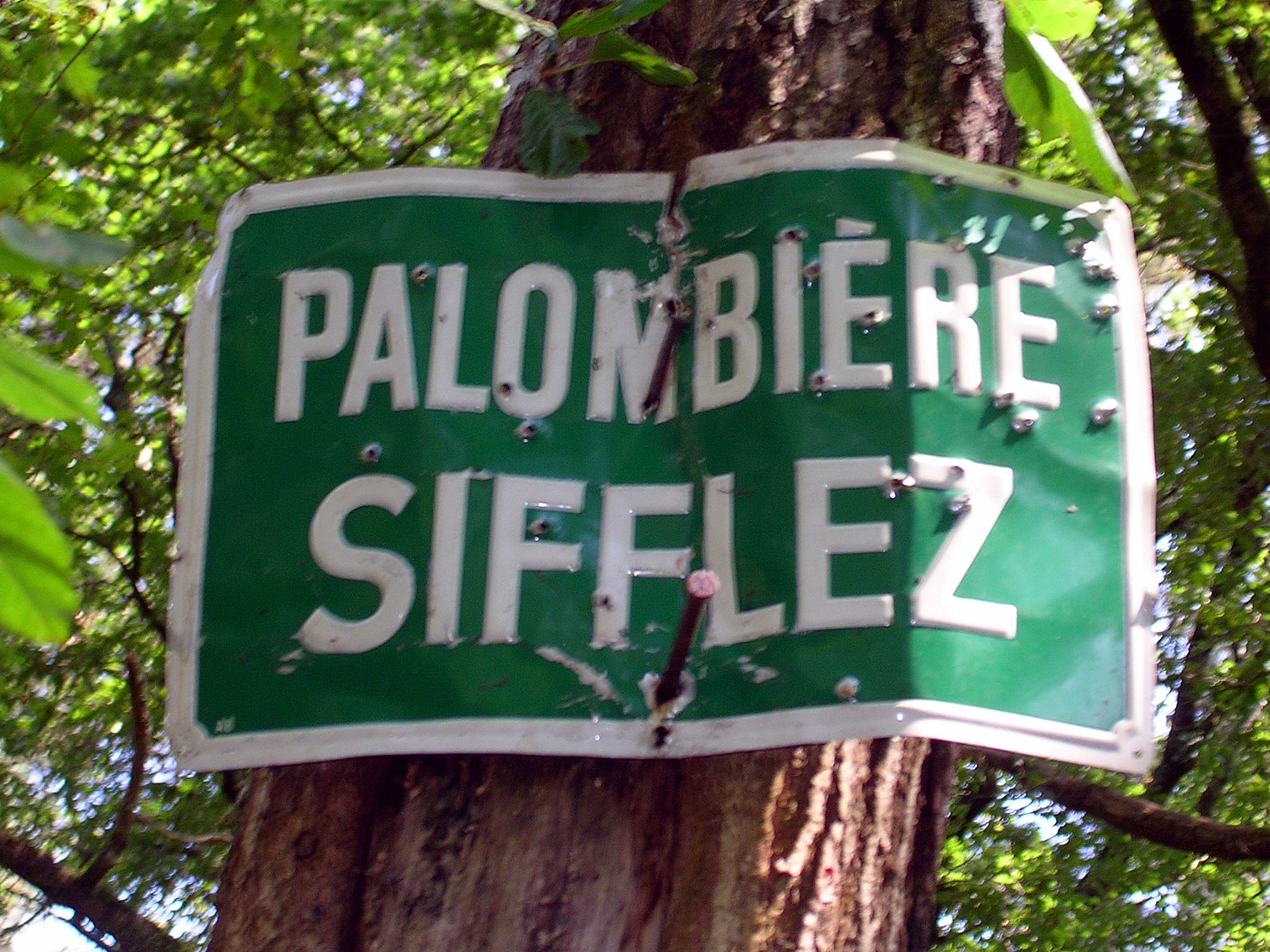
Palombière, différents panneaux d'avertissement

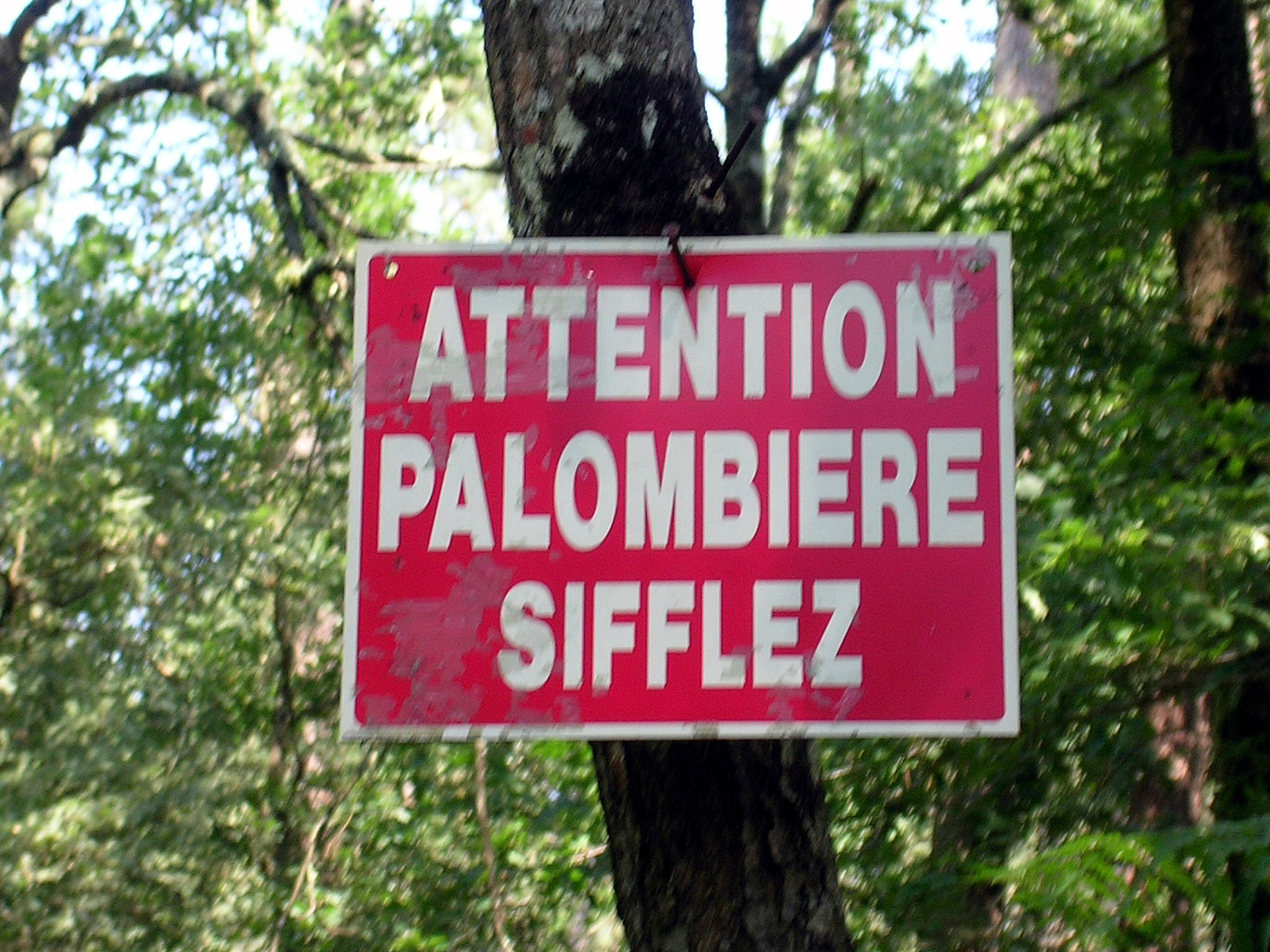

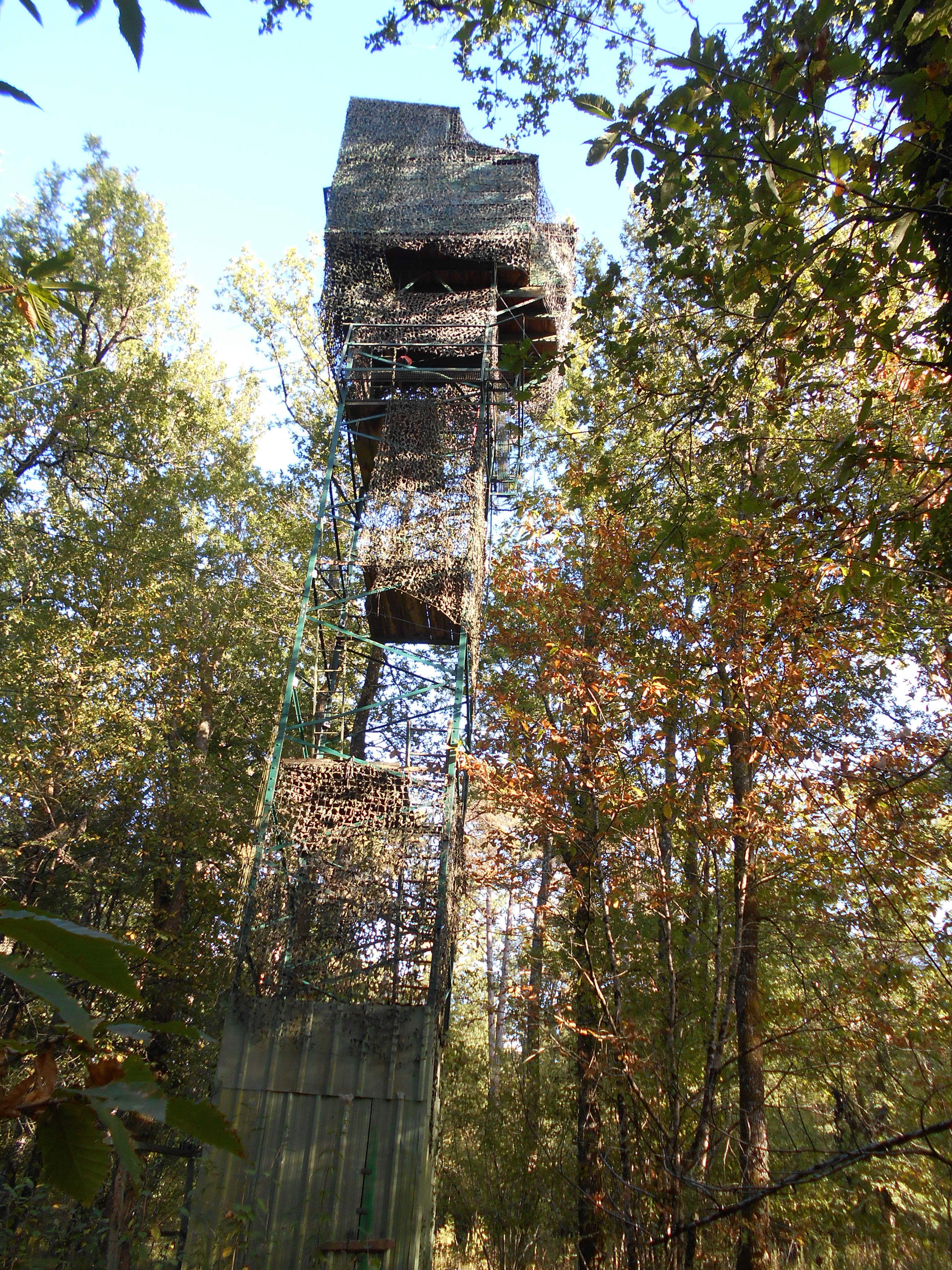

La chasse aux pigeons ramiers migrateurs se pratique suivant des modes diversifiés dans le Sud-Ouest de la France et sous forme de tir au vol, « tir au pigeon », sur de nombreux cols du Sud de la France et du Nord de l'Espagne.

## Principe.
Le tir en plaine et la chasse à l'aide de filets demandent une longue préparation et connaissent leur aboutissement à l'automne quand les palombes migrent des pays nordiques vers la péninsule Ibérique.
Les Pyrénées représentent une barrière difficilement franchissable, aussi les passages sont-ils connus et ces sites sont intensivement exploités.
Les pigeons ramiers (palombes) s'arrêtent principalement en Lot-et-Garonne, dans les Landes, le Gers, les forêts des Pyrénées, où ils se reposent, où ils se nourrissent de glands, de maïs…

## Techniques de chasse
Il existe six modes de chasse s'exerçant aujourd'hui sur les pigeons ramiers migrateurs.
- La chasse en palombière au filet ou au fusil avec appelants. Il s'agit du mode de chasse le plus courant avec un prélèvement de plus de 800 000 volatiles.
- La chasse à l'affût sans installation en plaine 400 000 volatiles
- La chasse au vol devant soi en plaine 300 000 volatiles
- La chasse à poste fixe sur les hivernants en Espagne 180 000 volatiles
- Le tir au vol sur les cols pyrénéens 80 000 volatiles
- Les pantières, technique multi-séculaire 20 000 volatiles

### La chasse en palombières

#### Les palombières au sol
Chasse aussi dite : « de type landais ».
Le principe de cette chasse est immuable : il s'agit en manœuvrant des appeaux (ou appelants) d'attirer les vols de passage pour les faire se poser d'abord sur les arbres de la palombière, et ensuite de faire descendre au sol les oiseaux pour les capturer vivants au filet. Le but est donc d'imiter avec ces « appelants », qui sont des pigeons domestiques ou des palombes, des oiseaux en train de se poser, de se restaurer ou de se reposer dans le bois. On trouvera en général ces installations dans des bois à dominance de pins.
Ce type de palombière est habituellement rencontré dans les Landes, mais aussi en Gironde, dans le Gers et le Lot-et-Garonne. Il n'y a que dans ces départements qu'il est autorisé d'installer des filets au sol. Dans les autres départements, et si la configuration du bois s'y prête, on pourra trouver des palombières au sol mais sans filets. Dans ce cas, les chasseurs tirent simplement au fusil les palombes lorsqu'elles sont posées sur les arbres.
Les chasseurs sont donc cachés dans une cabane d'où ils manœuvrent des mécaniques. Cette cabane est au sol, d'une taille plus ou moins importante et très bien camouflée. La taille de cette cabane et des installations associées est très variable et peut aller d'une dizaine d'appeaux avec ou sans sol, à une cinquantaine d'appeaux, plusieurs sols et quelques kilomètres de couloirs camouflés qui permettent aux chasseurs de se déplacer dans la forêt sans être vus. Mais les meilleurs rendements ne correspondent pas toujours aux installations les plus importantes…
Les modèles de cabane évoluent en fonction des régions mais aussi techniquement pour pouvoir s'adapter en permanence aux « caprices » des oiseaux.
On présentera ici l'ensemble des éléments composants la palombière, sachant que bien sûr certaines installations ne comporteront pas exactement tous ces éléments.

##### Le garage
Autrefois, on se rendait à la palombière à vélo ou à pied. Maintenant, il n'est pas rare de trouver des palombières équipées d'un garage 1 place, voire 2 places, pour camoufler le ou les véhicules.
Ce garage peut être construit soit à quelques centaines de mètres de la palombière, soit directement à côté de celle-ci, rendant l'accès encore plus pratique et rapide.
Ce garage est utilisé par les chasseurs eux-mêmes mais aussi par les visiteurs éventuels qui doivent bien sûr se conformer aux consignes traditionnellement utilisées pour annoncer leur approche. Le code traditionnel veut que l'on siffle pour demander « la permission » d'avancer. Si le chasseur répond, c'est qu'il n'y a pas de palombes posées et que le visiteur peut avancer et se joindre à la chasse. Certaines installations ont des petits panneaux « rouge-vert » actionnés à distance par le chasseur qui indiquent si le chemin est libre.

##### Le quartier général
ou « oueytte » (guet en gascon)

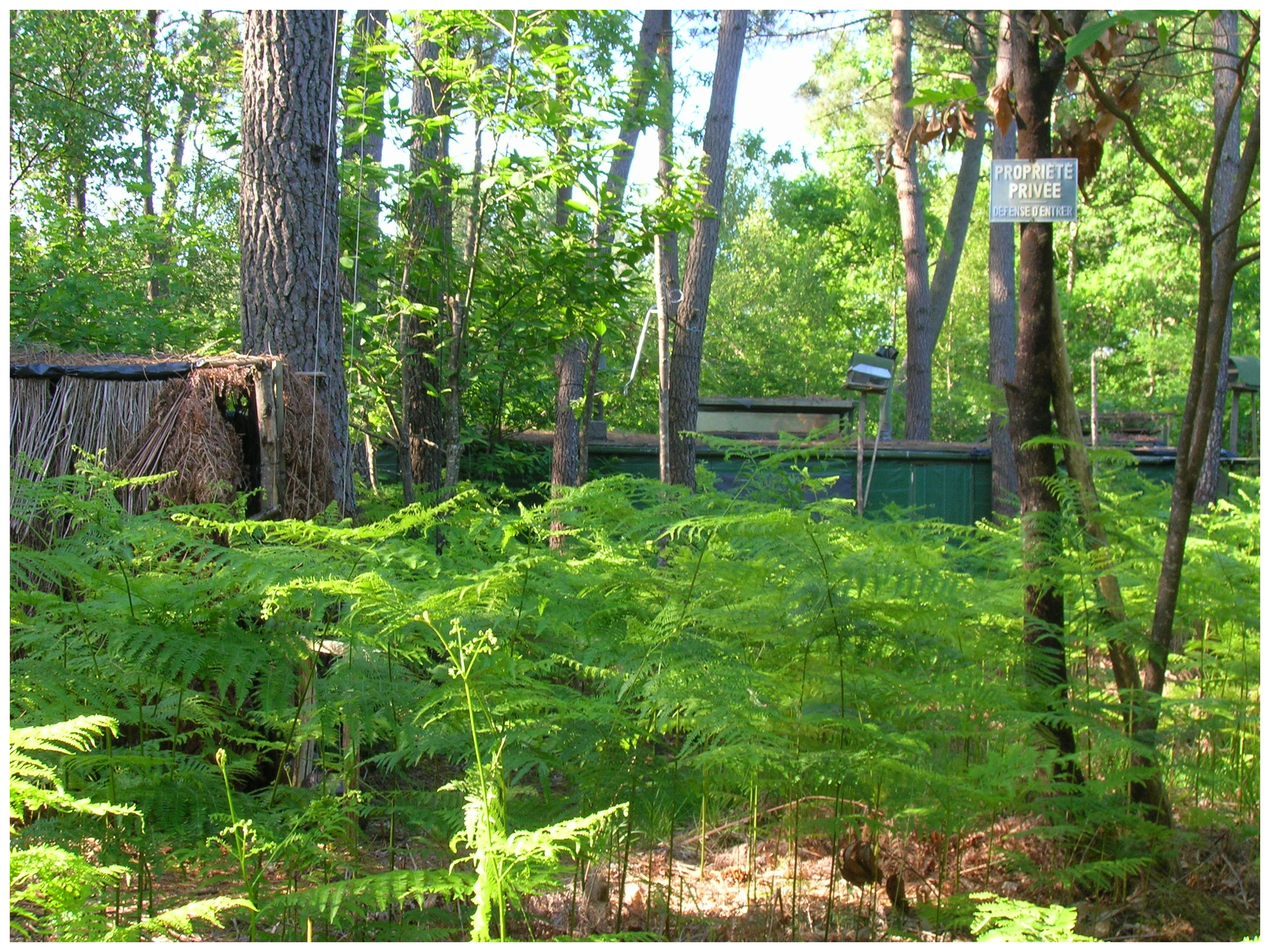
Le « oueytte » d'une palombière en Sud Gironde

C'est le poste de commandement, le centre vital et le poste de guet de la palombière.
C'est une cabane plus ou moins grande, surélevée par rapport aux autres constructions, plus ou moins confortable où sont regroupées toutes les commandes des appeaux.
Certaines palombières peuvent comporter des équipements allant des toilettes à l'électricité, la télévision ou bien le téléphone et tout ce qu'il faut pour y dormir, mais dans la plupart des cas on y trouvera l'essentiel : une pièce centrale comprenant une cuisinière, une table et des bancs, un placard de rangement pour les ustensiles de cuisine et parfois un poêle à bois pour les froides matinées d'octobre.
C'est le centre nerveux d'où le chef de chasse surveille l'arrivée des vols et manœuvre les appeaux par l'intermédiaire des ficelles qui aboutissent toutes en ce point stratégique. Il peut aussi coordonner les actions d'autres chasseurs positionnés dans d'autres cabanes plus ou moins éloignées qui possèdent eux aussi parfois des commandes d'appeaux.
Ce poste de guet est surmonté d'un capuchon que les chasseurs abaissent lorsqu'ils aperçoivent un vol en approche. Il doit être correctement camouflé mais suffisamment « dégarni » pour que les chasseurs puissent suivre à travers l'évolution du vol, y compris à l'arrière du poste.
C'est pourquoi certains s'installent sur un fauteuil pivotant pour rester tout le temps en contact visuel avec le vol.
Le banc du guet est assez long pour pouvoir accueillir 2 à 3 personnes. C'est normalement le chef de chasse qui manœuvre les commandes et lui seul, mais dans certaines palombières les rôles sont souvent partagés par les personnes qui se trouvent là et qui en ont l'habitude.
Le poste est toujours orienté nord, nord-est, face au passage. Les chasseurs élaguent tous les ans les arbres obstruant leur champ de vision et qui masquent l'arrivée des palombes. En effet, pour pouvoir les « travailler » correctement, les palombes doivent être aperçues assez tôt.

##### L'espion
C'est le principal allié du guetteur.
C'est souvent un pigeon domestique ou une palombe qui joue ce rôle. Placé devant la cabane à l'air libre, à vue du chasseur, cet oiseau est là pour signaler la présence de palombes ou de rapaces que le chasseur n'aurait pas vus. Il se manifeste en penchant la tête et en regardant dans la direction où il a aperçu quelque chose d'anormal. Il n'est jamais interpellé par les petits oiseaux. Il est donc indispensable pour les vols de retour, les palombes qui se posent seules et aussi les rapaces tentés par les proies faciles que sont les appeaux.

##### La cabane des appeaux

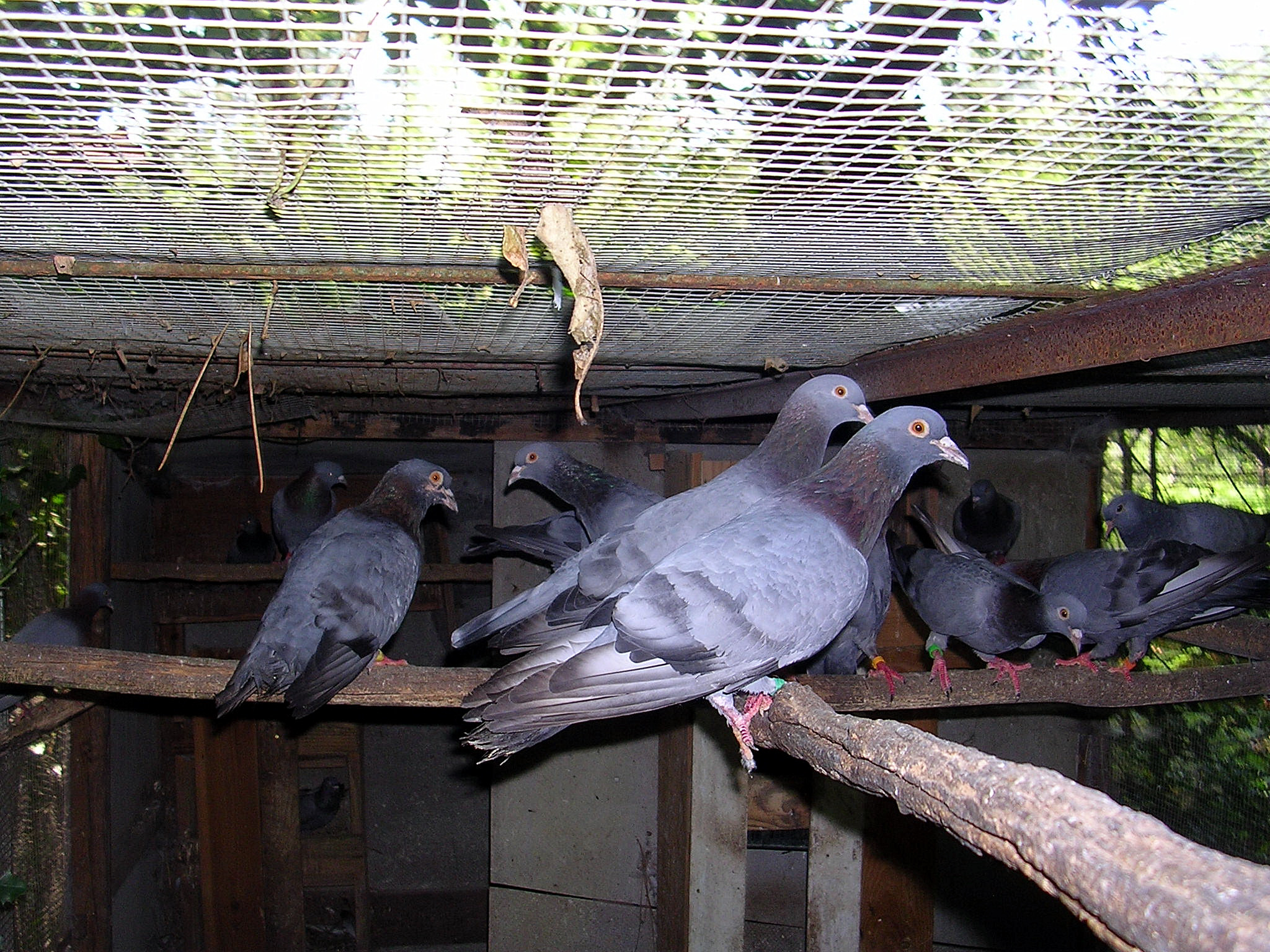
Pigeons servant d'appeaux

On ne la retrouve pas dans toutes les palombières, certains chasseurs se contentant de descendre les appeaux à 2 mètres du sol pour les mettre hors de portée des prédateurs.
Un peu à l'écart, on y laisse les appeaux pendant la nuit (et les prises de la journée que l'on veut conserver en vie). Elle est généralement assez vaste (10 à 12m²), bien fermée pour décourager les prédateurs (sauvagines) et aussi bien camouflée que la cabane principale.
Elle contiendra non seulement les appeaux mais aussi le nécessaire à leur alimentation c’est-à-dire graines et eau, et généralement un peu de matériel de bricolage.

##### Les couloirs

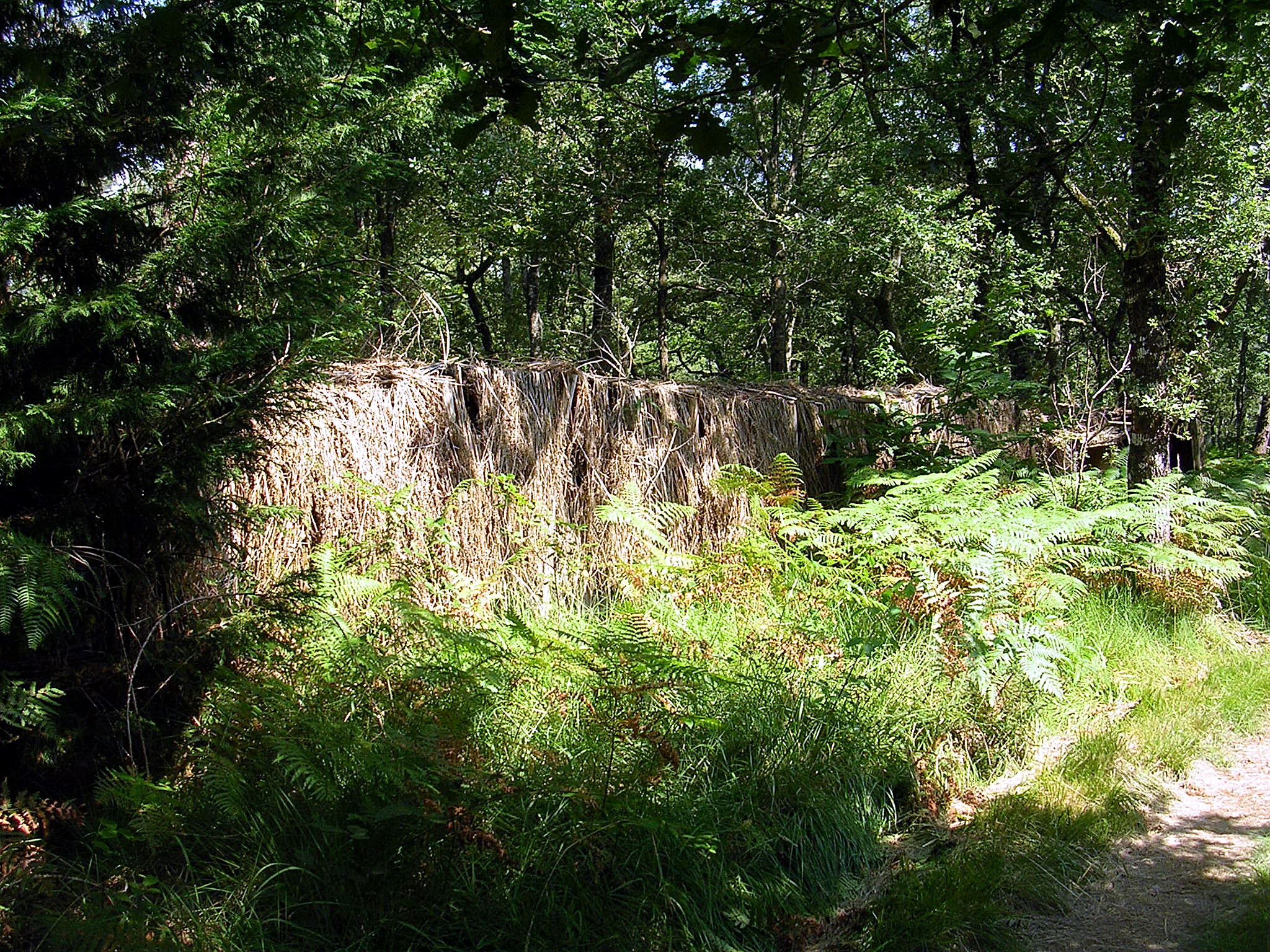
Couloir de palombière

Le bâtiment du centre est relié aux autres petits postes de guet, aux sols ou aux arbres de pause par un réseau de couloirs couverts, en forme de tunnel, qui permettent aux chasseurs de se déplacer en silence et à l'abri.
En général d'une largeur d'un mètre, ils sont parfois enterrés sur une profondeur de 50cm pour se fondre mieux dans la végétation. Certaines palombières ne comportent qu'une dizaine de mètres de couloirs, d'autres peuvent en compter jusqu'à 1 km.

##### Les sols
Ce sont des emplacements dégagés de la végétation où se poseront les palombes si les chasseurs arrivent à les y faire descendre et où les filets se rabattront.
Ces surfaces sont planes et mesurent de 8 à 10 m de longueur pour 5 à 6 m de large. Elles sont souvent en terre battue ou parsemées de gazon assez ras. On peut y disséminer quelques branches de bruyère ou de pin pour masquer une trop grande nudité.
Les filets sont tendus de part et d'autre. Les chasseurs disposeront quelques grains de blé ou de maïs qui serviront d'appâts. On y trouvera aussi un petit point d'eau.
Le but est donc de faire descendre sur le sol les palombes qui sont posées sur les arbres alentour. Pour cela, rien de mieux que d'imiter une palombe qui est déjà sur le sol pour décider ses congénères à descendre. Pour cela, les chasseurs ont des « piocs » ou « poulets » qui sont poussés dans un petit couloir le long ou au milieu du sol et qui vont faire croire aux palombes que la situation est sans danger et que l'on peut s'alimenter facilement. Le chasseur roucoule et manipule un appeau pour imiter le vol de la palombe se posant sur le sol.

##### Les filets ou pantes

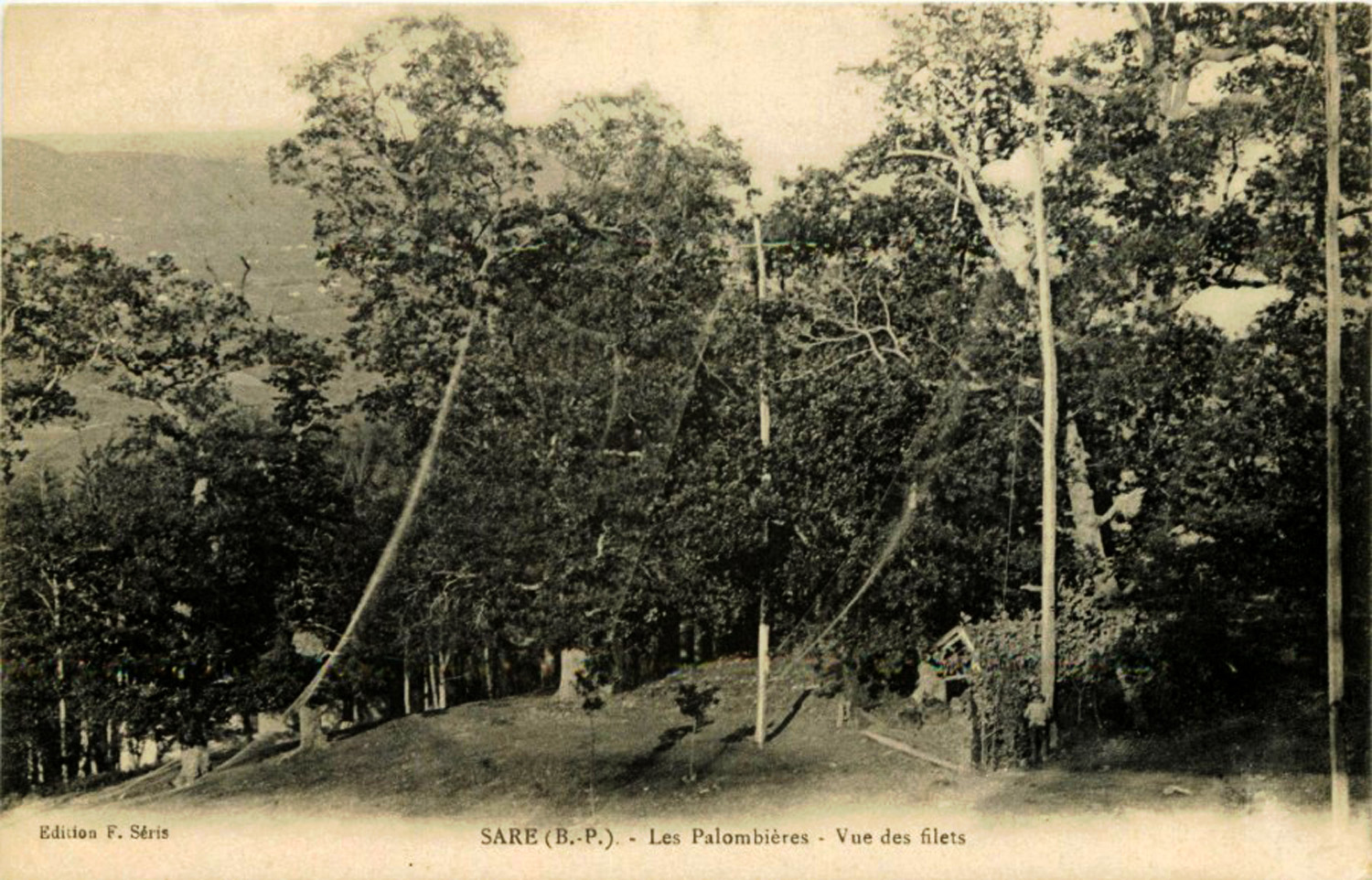
Filets de palombière sur la commune de Sare

À l'origine, ils s'appelaient des tirasses. Ils n'étaient pas actionnés par de puissants ressorts comme aujourd'hui mais par le chasseur lui-même qui les refermait en se jetant en arrière en tirant sur une corde.
Composés initialement de chanvre ou de coton, ils sont maintenant en nylon teinté.
Chaque sol est flanqué de 2 pantes se rabattant l'un vers l'autre en se croisant sur une largeur de 50 cm environ. Il faut en effet un décalage à la fermeture pour que les deux filets ne se rencontrent pas, et ce léger décalage est obtenu par un réglage d'un dispositif de déclenchement et de la tension des ressorts.

##### Droit local
Le nombre de filets par installation n'est pas limité. Seule la surface des filets au sol est réglementée : elle ne peut excéder 300 m2. Les départements sont soumis à l'autorisation de créer des droits de filets pour la chasse à la palombe. L'obtention de ces droits de filets permet la création de nouvelle palombières ou de renouveler un droit à une palombière obsolète. Le chasseur bénéficie, après instruction, d'un arrêté préfectoral à son nom. Il devient ainsi le titulaire d'un droit de filets. Le droit de filets peut suivre le chasseur s'il change d'installation.

##### La cabane de sol
C'est une petite cabane qui fait face au sol, souvent une extension du tunnel. Elle est assez sommaire mais suffisamment spacieuse pour que le chasseur puisse actionner une autre arme redoutable pour la pose des palombes au sol : la palombe de cabane.
C'est une palombe qui reste à l'intérieur avec le chasseur et qui ne sera utilisée que dans le but d'imiter le bruit des oiseaux qui se posent au sol.
Le chasseur peut aussi roucouler la palombe pour la mettre en confiance.
Pour plus d'explications, voir Les Appeaux au sol.

#### Les palombières dans les arbres
Le principe de cette chasse est immuable : il s'agit en manœuvrant des appeaux (ou appelants) d'attirer les vols de passage pour les faire poser sur les arbres de la palombière. Le but est donc d'imiter avec ces appeaux, qui sont des pigeons domestiques ou des palombes, des oiseaux en train de se poser, de se restaurer (glaner) ou de se reposer dans le bois. On trouvera en général ces installations dans des bois à dominance de feuillus, hêtres et chênes.
Ce type de palombière est traditionnellement rencontré au Pays basque et en Béarn. On pourra en trouver bien sûr dans les autres régions du grand Sud-Ouest (Lot, Dordogne, Lot-et-Garonne, Tarn-et-Garonne, Haute-Garonne, Gironde, Charente, Hautes-Pyrénées et Ariège), jusqu'aux confins de l'Île-de-France.
Les chasseurs sont donc cachés dans une cabane d'où ils manœuvrent des mécaniques. Cette cabane est à la cime d'un arbre, d'une taille plus ou moins importante et très bien camouflée.
On retrouve dans ces installations les éléments essentiels qui composent une palombière au sol puisque le but recherché est le même c’est-à-dire faire poser les oiseaux autour de la palombière, à la différence près que le poste de guet et de tir est au sommet d'un arbre et que les oiseaux ne sont plus capturés vivants avec des filets, mais tirés au fusil.
Les équipements sont très similaires aux palombières au sol.
Mais les chasseurs sont postés à la cime d'un arbre, et on ne retrouve pas le même confort car la superficie ne peut pas être la même.
La palombière est généralement installée au sommet d'un petit coteau ou d'un vallon, dominant toujours les alentours pour voir les palombes arriver d'assez loin. De plus, les palombes préfèrent se poser sur un site d'où elles peuvent surveiller elles aussi les alentours pour se protéger d'éventuels prédateurs.

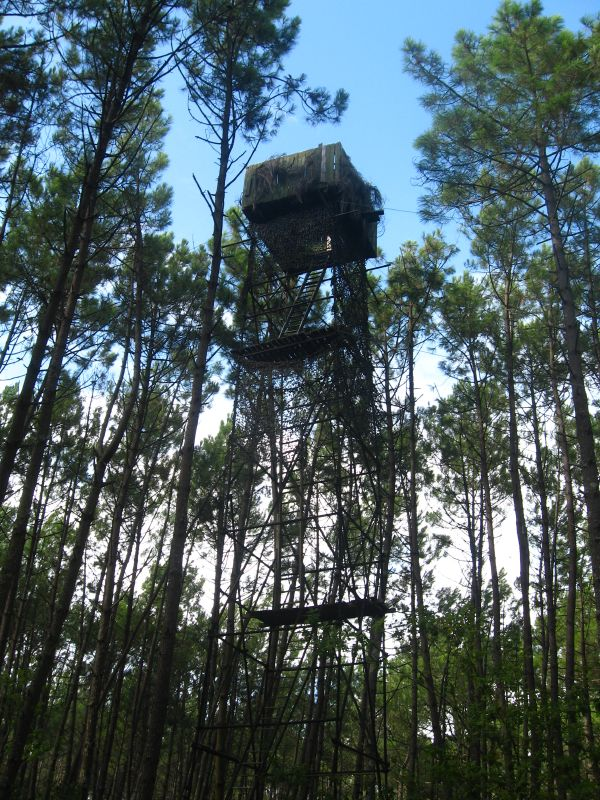
Pylône (installation fixe surélevée) utilisé pour le tir au vol de la Palombe (avec ou sans appelants) sur le secteur littoral en Gironde

La palombière est composée d'au moins une cabane principale qui peut accueillir de 2 à 4 chasseurs. D'autres cabanes satellites peuvent être présentes si le site est important ainsi que le nombre de chasseurs. Les cabanes sont toujours installées au sommet des arbres dominants, en général un hêtre ou un chêne. Les chasseurs y accèdent par l'intermédiaire d'une échelle plus ou moins sécurisée ou parfois grâce à un ascenseur. Elles peuvent se trouver à plus de 25 m de hauteur. Elles servent à la fois de poste de guet, de commande et de tir. Très bien camouflées, elles comportent des meurtrières par lesquelles les chasseurs passent le fusil pour tirer. Certains soutiennent les arbres à cabane par des gros câbles pour qu'ils ne bougent pas trop les jours de grands vents.
Ces chasseurs sont de véritables paysagistes qui taillent chaque année leurs arbres pour que ceux-ci se transforment en grosse boule au feuillage dru et à la cime plate. Ils appellent cela des plateaux et y installent leurs mécaniques et leurs appeaux. Les arbres de pose qui entourent les cabanes sont eux aussi taillés mais on les laisse dépasser largement les plateaux pour ne garder que la couronne du haut où les palombes viendront se poser. Il faut quand même garder un aspect naturel à la coupe et en fonction des installations et des convictions des chasseurs ces arbres et plateaux seront plus ou moins taillés, voire pas du tout.
Le sol sous les arbres est aussi bien entretenu que la cime pour que les palombes tuées soient facilement retrouvées. On y retrouvera les mêmes éléments que dans les palombières au sol pour mettre à l'abri les appeaux et du matériel de bricolage.
On retrouvera au poste de guet un espion qui permet de signaler les oiseaux que le chasseur n'aura pas vus.

### La Chasse en col

#### Lespantières
(nom donné aux filets verticaux)
L'origine de cette méthode de chasse est plutôt obscure : on raconte que c'est un berger du côté du col d'Ibañeta qui un jour en voyant passer un vol de palombes au-dessus de sa tête, lança dans leur direction une pierre blanche. L'effet fut immédiat et les palombes prenant la pierre pour un épervier plongèrent d'un coup pour passer le col au ras du sol. Ce berger récidiva sur le vol suivant et l'effet fut le même. Il continua pour s'amuser. Un moine de l'abbaye observant avec attention le manège eut l'idée de faire monter des filets verticaux au milieu du col où passaient les oiseaux…
les pantières étaient nées.
Des améliorations techniques furent rapidement apportées : on remplaça les pierres par des palettes de bois peintes en blanc, on installa des hommes le long de la vallée pour crier et secouer des drapeaux blancs (chatars) dans le but de diriger les vols vers les emplacements des filets, on laissa des trouées dans le manteau forestier du col pour faire croire à la palombe qu'il y avait une voie possible pour s'échapper.
Les filets utilisés au début étaient en chanvre, filés et tissés par les marins de la côte. Ils étaient lourds et difficiles à manœuvrer les jours humides mais n'offraient que très peu de résistance au vent.
Avec le temps sont apparus les filets en nylon en forme de cage (auparavant, on laissait un ventre au filet pour que le vol s'y engouffre). Ils sont beaucoup plus légers, plus faciles à manipuler pour récupérer les captures et à hisser, mais ils comportent quelques petits inconvénients : le nylon brille au soleil, et plus légers, ils offrent une résistance au vent plus importante qui les font bouger les jours de brise, ce que la palombe détecte facilement, et qu'elle évite aussi facilement. 
Les chasseurs jouent sur l'instinct de survie de la palombe face à ses principaux prédateurs : l'épervier et l'autour.
Ceux-ci attaquent les palombes avec une très grande vitesse par le dessous en frappant la palombe à la poitrine. Pour acquérir cette vitesse, ces rapaces plongent de très haut et passent au dernier moment sous le vol. C'est ce qu'imitent les raquettes lancées par les chasseurs.
Pour déjouer ces attaques, les palombes n'ont qu'une seule solution : réduire la distance qui les sépare du sol pour empêcher l'oiseau d'attaquer par-dessous. C'est pour cela qu'elles plongent elles aussi vers le sol. Et c'est là que les attend le piège des filets.

##### Déroulement de la chasse
- les premiers chasseurs postés le long du couloir que forme la vallée agitent des drapeaux (chatars) et crient pour guider le vol vers l'emplacement des filets.
- Entrent ensuite en jeu les lanceurs de raquettes qui font baisser le vol.
- Ensuite, le dernier rabatteur finalise le travail de ses prédécesseurs toujours à l'aide de raquettes pour faire plonger les palombes dans les filets.
- Les palombes apeurées rentrent dans le piège et les responsables des filets les ferment.
- Les chasseurs qui sont autour des filets sortent des caches pour ramasser les palombes capturées dans le filet qui est maintenant fermé au sol.

Une fois les palombes au sol, emmaillotées dans le filet, les ramasseurs se glissent sous l'avant du filet. Ils ramassent les palombes très rapidement au cas où un autre vol arriverait. Ils glissent les oiseaux dans la chamara, veste de toile bleue ou noire très ample, ouverte sur le devant et serrée à la taille par un cordon.
Les filets peuvent donc être relevés très rapidement.
Les palombes sont donc prises vivantes.
Celles du début de saison peuvent être vendues aux chasseurs pour servir d'appelants en cabane.
Plus tard, les captures sont vendues mortes à des particuliers ou à des restaurateurs.
Le directeur de chasse tient à jour les comptes des commandes et des jours de présence des chasseurs, car à la fin de la saison, il lui faudra faire le partage.
Pour certaines pantières, il faudra réserver une certaine quantité des prises à la commune « hôte » qui aura « cédé » son droit de chasse ou aux différents « propriétaires ».
Pour d'autres, les chasseurs sont rétribués en fonction des prises, non pas en palombe cette fois-ci mais bel et bien en argent.
Certaines louent une partie du territoire de rabat à la commune et doivent donner une palombe à chaque habitant … .
Chaque pantière a sa façon très spécifique de gérer ses prises.
On trouvera aussi sur quasiment toutes les pantières des locations de tir au vol derrière les filets, une manière de financer l'entretien et le maintien de l'activité de certaines qui ont failli être définitivement fermées il y a quelques années.
Il y a beaucoup de paramètres qui entrent en jeu dans la capture des palombes au filet :
- les conditions climatiques,
- le savoir-faire des chasseurs,
- la discrétion des visiteurs (la plupart des sites sont ouverts au public),
- la nervosité des tireurs au vol.

Assez de paramètres pour que très souvent les palombes évitent le piège au dernier moment.

##### Pantières en exploitation en France
Pays basque
- Les Aldudes	(commune des Aldudes - 500m)
- Béhorléguy ou Oloby	(commune de Béhorléguy - 800m)
- Etchalar	(filets en Espagne, rabat en France commune de Sare - 500m)
- Col de Gatagorena	(commune d'Ordiarp - 780 m)
- Col des Palombières (communes de Lantabat, Suhescun, Ainhice-Mongelos - 337m)
- Lecumberry	(communes de Lecumberry et Bussunarits-Sarrasquette - 614m)
- Col de Napale	(communes d'Ordiarp et Musculdy - 541m)
- Col d'Osquich	(communes de Saint-Just-Ibarre et Musculdy - 392m)
- Sare	(commune de Sare - 300m)

Béarn
- Lanne	(commune de Lanne)

#### Le tir au vol

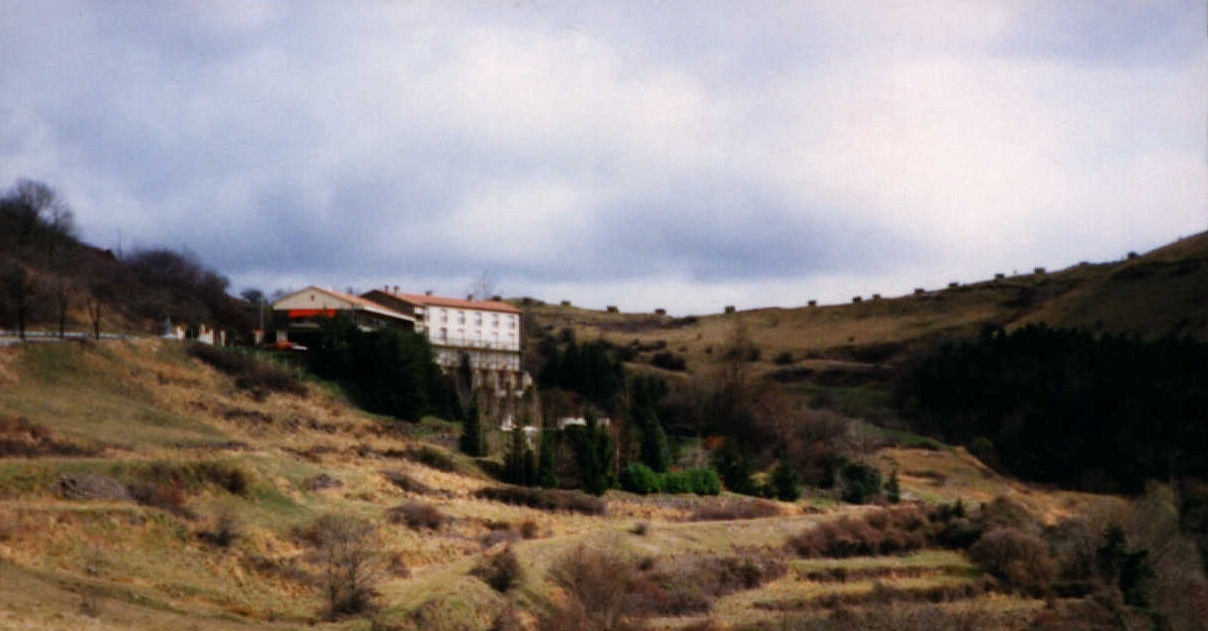
Une ligne continue de postes de tir barre le col, d'autres moins visibles sont disposés plus bas et sur les flancs.

Le tir au vol sur les cols s'exerce uniquement au détriment des populations migratrices. Il n'y a pas de recherche du gibier, il s'agit de se placer dans les passages où les oiseaux sont obligés de passer du fait de leur capacité de vol. Le succès de cette chasse dépend donc avant tout de l'emplacement choisi et c'est pourquoi les meilleurs sont loués et mis en adjudication lorsqu'il s'agit de terrain domanial. C'est ainsi qu'une journée de mars au Col de l'Escrinet pouvait se monnayer jusqu'à 500 F (80 euros) à l'époque où le tir était encore toléré à cette période de l'année. C'est ainsi que l'adjudication de certains cols souletins (Pyrénées-Atlantiques) peut atteindre 30 000 euros pour vingt postes. Le produit de la chasse est parfois commercialisé.
La chasse sur les cols s'est popularisée après la Seconde Guerre mondiale grâce au développement de la voirie et des véhicules à moteur qui a progressivement rendu tous les cols importants facilement  accessibles. Une deuxième raison à ce développement, outre le perfectionnement des armes de chasse, et qui vaut pour toutes les chasses aux migrateurs, a été la raréfaction du petit gibier sédentaire à une époque où le grand gibier (sanglier et chevreuil principalement) n'avait pas encore été réintroduit dans la plupart des régions françaises. En effet, dans bien des régions les réintroductions et renforcements de populations de grand gibier ne datent que de la fin des années 1970 alors que les populations de lièvres, cailles et perdrix avaient déjà beaucoup souffert soit de l'intensification des pratiques agricoles soit de l'abandon des cultures et que la myxomatose avait depuis longtemps eu raison du prolifique lapin de garenne.   

##### Technique de tir
Les tireurs sont dissimulés seuls, ou par groupes de trois au maximum, derrière un paravent (muret, palissade de végétaux) ou dans des mini bastions constitués de planches et de bâches. Ils sont généralement alignés parallèlement à la ligne de crête. Suivant la configuration des lieux la disposition est plus ou moins régulière et plusieurs lignes peuvent se succéder sur les flancs de la montagne.  Le vol est repéré par les détonations des postes en aval ou bien aux jumelles par les guetteurs qui le signalent aussitôt pour que tous les chasseurs se tiennent immobiles jusqu'à l'arrivée du vol. Le déclenchement du tir intervient lorsque suffisamment de chasseurs pourront atteindre le vol. Lorsqu'un vent contraire empêche les oiseaux de s'élever, le moment du déclenchement du tir est aussi souvent déterminé par la volonté de contraindre le vol à faire demi-tour ce qui l'obligera à se présenter à nouveau devant les fusils. La configuration en entonnoir de certains sites les rend particulièrement rentables, les groupes de chasseurs pouvant se renvoyer plusieurs fois les vols par de véritables rideaux de grenaille de plomb (parfois plus de cent coups de feu par minute au passage d'un vol).

## Les termes de la chasse à la palombe
- palombière : ensemble de chasse, constitué d'une cabane, de couloirs et d'appeaux. François Mauriac, grand écrivain du sud ouest, fait entrer le mot "palombière " dans la langue littéraire et dans les dictionnaires en 1927[2].
- appeau (en français : appelant, appéou en gascon) : palombe fixée sur une raquette et généralement placée à la cime d'un arbre. En inclinant la raquette, via une ficelle reliée à la cabane (semérer), la palombe va perdre l'équilibre et battre des ailes pour le retrouver, attirant ainsi l'attention des autres palombes. Les appeaux sont généralement clumés.
- clume : coiffe en fer blanc qui se place sur la tête d'une palombe pour la masquer, afin d'éviter qu'elle soit effrayée.
- filets : voir pantes
- leurre
- espion : palombe non clumée généralement placée dans une petite cage qui repère les vols.
- couloir : Dispositif permettant de se déplacer autour de la chasse sans être vu par les palombes. Les couloirs sont généralement faits autour d'un petit fossé de 30 cm de profondeur, avec une armature en bois recouverte de brande.
- pantes : dispositif permettant de capturer des palombes vivantes au moyen de deux filets venant se rabattre sur le sol comme deux volets que l'on ferme.
- paloumayre : chasseur de palombe dans les dialectes de l'Occitan (gascon, béarnais…).
- gorgeage : alimentation des appeaux en fin de journée. Ces appeaux étant clumés, la technique consiste à mettre une poignée de graines (fèveroles) dans sa bouche, à écarter le bec de la palombe et à effectuer une sorte de trophallaxie en évitant d'envoyer de l'air dans le jabot de l'animal (au risque de le faire éclater et de le tuer). Une autre méthode de gorgeage existe et consiste à injecter dans le jabot de l'animal une purée nutritive au moyen d'une seringue spéciale (cf. gavage des oies).